# Serhat
Ahmet Serhat Hacıpaşalıoğlu (Estambul, Turquía; 24 de octubre de 1964), conocido como Serhat, es un cantante, productor y presentador de televisión turco.
Nacido y criado en Estambul, Serhat empezó su carrera como productor estableciendo su propia compañía, End Productions, en 1994. En el mismo año, comenzó también a producir y presentar un concurso en TRT llamado Riziko! (versión turca del concurso americano Jeopardy!). En 1997, con su primer sencillo , "Rüya-Ben Bir Daha" empezó su carrera musical. Además de sus otros trabajos como presentador y productor, continuó su carrera musical y grabó "Total Disguise" (dúo con Viktor Lazlo) en 2004, "Chocolate Flavour" en 2005, "I Was So Lonely", "No No Never (Moscow-Istanbul)" y "Ya + Ti" (versión rusa de "Total Disguise", tres canciones fueron dúos con Tamara Gverdsiteli) en 2008 y "Je m'adore" in 2014.
Representó a San Marino en el Festival de la Canción de Eurovisión 2016 en Estocolmo, interpretando la canción "I Didn't Know" en la primera semifinal de Eurovision, aunque sin éxito para calificarse para la final. En el 2017 fue publicada la versión disco de la canción en dueto con Martha Wash, la cual alcanzó el lugar 25° en la lista de Dance Club Songs, haciendo que Serhat fuera el primer cantante turco que apareciera en ella. En el 2018 fue publicada una nueva versión de "Total Disguise" en dueto con Helena Paparizou. El 21 de enero de 2019 se anunció que nuevamente representaría a San Marino en el Festival de la Canción de Eurovisión 2019, en Tel Aviv. La canción que interpretó en el concurso, "Say Na Na Na",quedó en la posición 19 con 81 puntos, récord de San Marino. 

## Primeros años y formación
Serhat nació el 24 de octubre del 1964, en Estambul, Turquía. Su padre, İsmail Hakkı, fue un oficial naval que nació en Trabzon donde su madre nació, también. Asistió a una escuela primaria en İcadiye, Üsküdar, y después y después al Escuela Secundaria Alemana Privada (İstanbul Özel Alman Lisesi) en Beyoğlu, Estambul. Se graduó en la Facultad de Odontología de Universidad de Estambul, en 1988. En 1990, dos meses de servicio militar obligatorio, en Burdur.

## Carrera

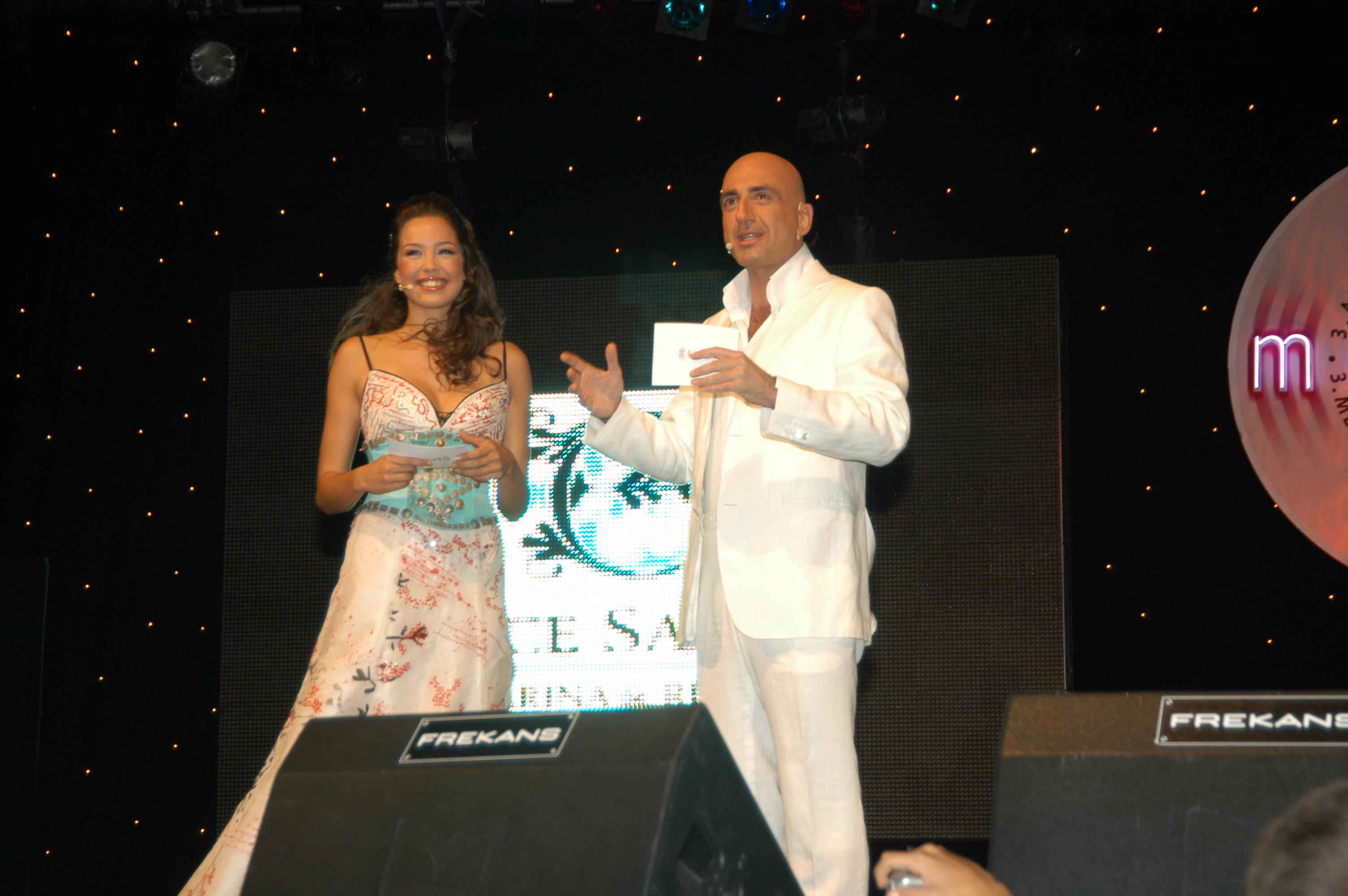
Azra Akın (izquierda) y Serhat en el 2004 Megahit-International Mediterranean Song Contest.

### Televisión y eventos
En 1994, Serhat estableció su propia productora, End Productions. después de un acuerdo con TRT, la Compañía se convirtió en productora del concurso llamado Riziko!, versión turca del concurso americano Jeopardy!. Serhat fue también el presentador del concurso que empezó a emitirse en el 3 de octubre de 1994. En 1995, recibió dos premios Mariposa de Oro (turco: Altın Kelebek), uno como "Mejor Presentador del Año" y otro como "Mejor Concurso del Año" por Riziko!. En 1996, volvió a recibir el premio al "Mejor Concurso del Año". El programa duró más de 430 capítulos y acabó a finales del 1996. Un concurso de nombre Hedef 4 (versión turca de Connect Four) que salió en antena en TRT 1, en 1996 fue producida por End Productions. En 1997, empezó a producir el Concurso Altına Hücum (versión turca de Midas Touch) para el Kanal 6 que concluyó después de 72 emisiones en el mismo año. En 1998, Riziko! volvió a la televisión y estuvo en antena en el Kanal 7 presentado por Serhat. En el mismo año, Hedef 4 salió a antena en Kanal 7 también y acabó el año siguiente. Riziko! terminó en 1999 y en el mismo año Serhat comenzó a presentar una tertulia televisiva en Kanal 7 llamada Serhat'la Rizikosuz que terminó después de seis emisiones. Después de unos meses, Riziko! volvió al Kanal 7 en el 2000 y continuó con 65 emisiones. En septiembre de 2005, Serhat copresento el espectáculo de TV Kalimerhaba con Katerina Moutsatsou, un concurso que fue producido por End Productions. Al final del 2009, Serhat creó una orquesta de baile "Caprice the Show" con 18 músicos y llevó a cabo muchas representaciones en los años siguientes.
Con su Compañía, organiza también algunos eventos anuales tales como el Concurso de Música de Liceos (Liselerarası Müzik Yarışması, 1998–presente), el Megahit-International Mediterranean Song Contest (Megahit-Uluslararası Akdeniz Şarkı Yarışması, 2002-2004) y Dance Marathon (Dans Maratonu, competición de baile entre liceos u universidades por separado, 2009–presente).

#### Logros en producción
| Serie               | Canales       | Años                 | Funcionó como | Funcionó como | Notas                              |
| Serie               | Canales       | Años                 | Presentador   | Productor     | Notas                              |
| ------------------- | ------------- | -------------------- | ------------- | ------------- | ---------------------------------- |
| Riziko!             | TRT 1 Kanal 7 | 1994–96 1998–99 2000 | Sí            | Sí            |                                    |
| Hedef 4             | TRT 1 Kanal 7 | 1996–98 1998–99      | No            | Sí            |                                    |
| Altına Hücum        | Kanal 6       | 1997                 | No            | Sí            |                                    |
| Serhat'la Rizikosuz | Kanal 7       | 1999                 | Sí            | Sí            |                                    |
| Kalimerhaba         | Show TV       | 2005                 | Sí            | Sí            | Co-alojado con Katerina Moutsatsou |

### Carrera musical

#### Comienzos
Empezó su carrera musical en 1997, con un sencillo de dos canciones "Rüya" y "Ben Bir Daha". In 2004, lanzó su segundo sencillo titulado "Total Disguise" con el cantante francés Viktor Lazlo en dúo. La letra y música de la canción fueron escritas por Olcayto Ahmet Tuğsuz y la canción y la canción fue interpretada en inglés y francés. El sencillo contenía también varias versiones remix de la canción. En el 2005 grabó la canción "Chocolate Flavor" y la canción fue publicada con "Total Disguise" como un sencillo en Grecia. En 2008 colaboró con la cantante rusa-georgina Tamara Gverdtsiteli y grabaron "I Was So Lonely", "No, No, Never (Moscow-Istanbul)", "Ya + Ti" (versión rusa de "Total Disguise"). Esta canción fue publicada como un sencillo en el álbum de Gverdtsiteli, Vozdushiy Potsyelui (2008).
En 2014 Serhat comenzó a trabajar en Francia y Alemania. Sacó su quinto sencillo con una canción en francés llamada "Je m'adore", con un videoclip dirigido por Thierry Vergnes grabado en París. Alcanzó el número 1 por 5 semanas en línea la fila de Deutsche Dj Black/Pop Charts, número 1 en Black 30, número 2 en British Dance Charts, número 8 en French Dance Charts y número 9 en Swiss Dance Charts.

#### Festival de la Canción de Eurovisión 2016

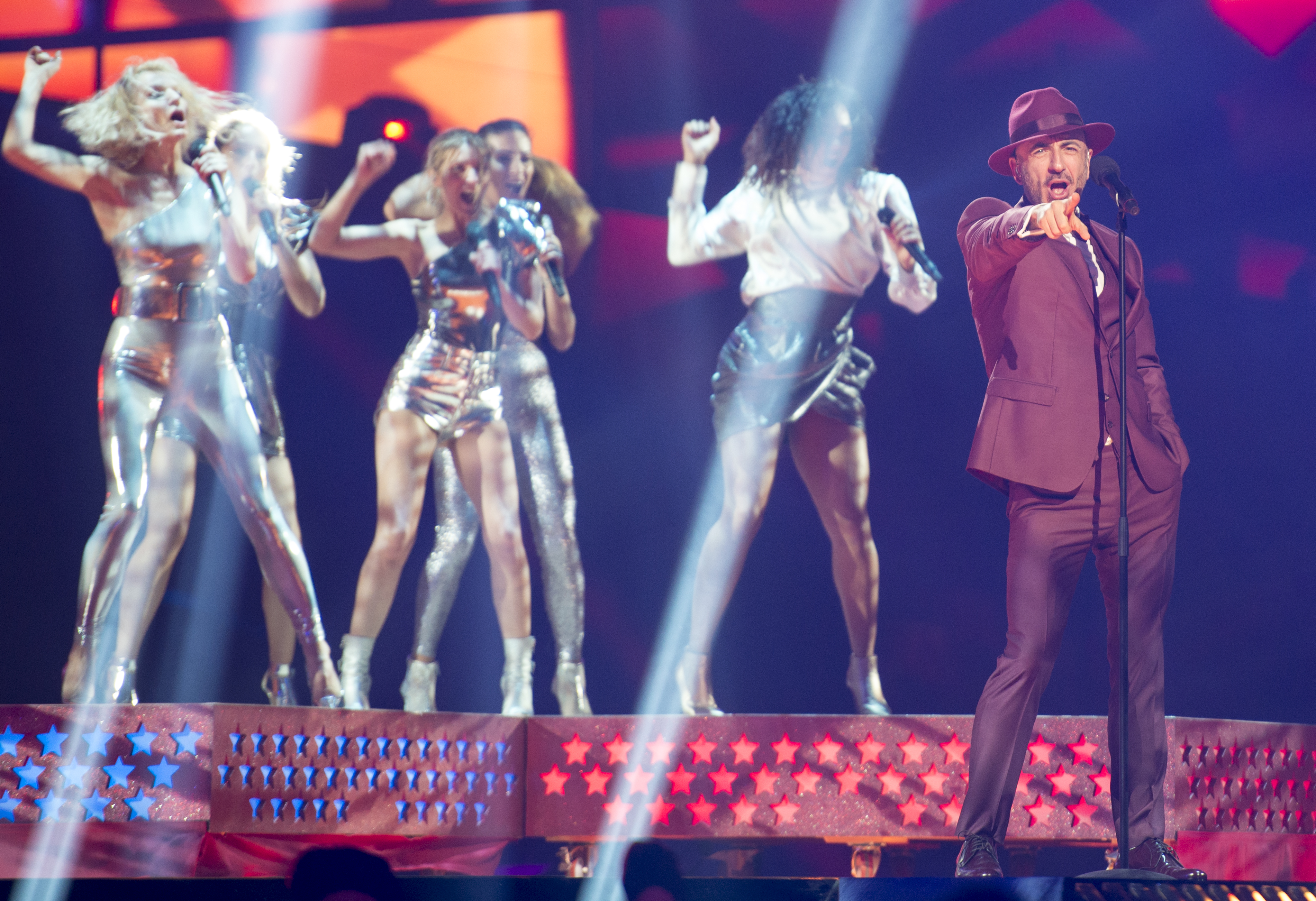
Serhat durante un ensayo antes de la primera semifinal del Festival de la Canción de Eurovisión 2016 (6 de mayo de 2016).

El 12 de enero de 2016 San Marino RTV anunció que Serhat sería quien representaría a San Marino en el concurso Festival de la Canción de Eurovisión 2016 en Estocolmo. El 9 de marzo del 2016, fue lanzada la canción que él interpretaría en el concurso, "I Didn't Know". El 10 de mayo del 2016 realizó su performance en la primera semifinal y fracasó hacia la final, quedando en el 12° lugar. El 2 de noviembre del 2017 "I Didn't Know”; la versión disco que hizo en dueto con Martha Wash fue editada por el músico sueco Johan Bejerholm y se publicó como un sencillo junto con un nuevo video. La canción entró con el 47° lugar a la lista de Dance Club Songs de los Estados Unidos y alcanzó su más alta posición con el 25° lugar a la cuarta semana de la lista. Con ello, Serhat se convirtió en el primer intérprete turco que figuró en ella.

#### 2018-presente: Helena Paparizou y Festival de la Canción de Eurovisión 2019
Una nueva versión en dueto con Helena Paparizou de "Total Disguise", se publicó el 22 de junio del 2018 por CAP-Sounds y el video salió al aire el 14 de septiembre.
El 21 de enero de 2019, San Marino RTV dio a conocer que el país sería nuevamente representado por él en el Festival de la Canción de Eurovisión 2019 en Tel Aviv. El mismo día Serhat anunció que estuvo trabajando en su primer álbum, el cual está listo para ser publicado en abril del mismo año. La canción que él interpretó en el concurso, "Say Na Na Na", fue publicada con un videoclip el 7 de marzo. Consiguió el 19º lugar en la final, el mejor resultado de San Marino en el festival hasta el momento.

#### Discografía
Sencillos
- 1997: "Rüya-Ben Bir Daha"
- 2004: "Total Disguise" (dúo con Viktor Lazlo)
- 2005: "Chocolate Flavour"
- 2008: "I Was So Lonely-No No Never" (dúo con Tamara Gverdtsiteli)
- 2014: "Je m'adore"
- 2016: "I Didn't Know"
- 2017: "I Didn't Know" (dúo con Martha Wash)
- 2018: "Total Disguise" (dúo con Helena Paparizou)

### Otros trabajos
Desde 2010, Serhat es el presidente de Verein der Ehemaligen Schüler der Deutschen Schule Istanbul (turco: İstanbul Alman Liseliler Derneği) y desde 2013 miembro de la junta de Verein zum Betrieb der Deutschen Schule Istanbul (turco: İstanbul Özel Alman Lisesi İdare Derneği).

## Premios y honores
| Año  | Premios         | Categoría                                  | Trabajo | Resultado |
| ---- | --------------- | ------------------------------------------ | ------- | --------- |
| 1995 | Mariposa de Oro | Mejor conductor masculino del año          | Riziko! | Ganador   |
| 1995 | Mariposa de Oro | La mejor demostración del concurso del año | Riziko! | Ganador   |
| 1996 | Mariposa de Oro | La mejor demostración del concurso del año | Riziko! | Ganador   |

- 1998: Fair Play Grand Prize por Comité Olímpico Nacional Turco[51]
- 2003: FIDOF (International Federation of Festival Organizations) Annual Golden Transitional Media Ring of Friendship[52]
- 2004: Llave de oro de la ciudad de Alejandría[52][53]